# Kosmos 2525
Kosmos 2525, ruski geodetski satelit (daljinsko sondiranje Zemlje, rus. DZZ) iz programa Kosmos. Vrste je EMKA. (br. 1). 
Lansiran je 29. ožujka 2018. godine s kozmodroma Pljesecka, s mjesta 43/4. Lansiran je u nisku orbitu oko planeta Zemlje raketom nosačem Sojuz-2.1v. Orbita mu je 315 km u perigeju i 318 km u apogeju. Orbitna inklinacija mu je 96,64°. Spacetrackov kataloški broj je 43243. COSPARova oznaka je 2018-028-A. Zemlju obilazi u 90,85 minuta. 
Razgonski blok se vratio u atmosferu.

## Vanjske poveznice
- Состав группировки КНС ГЛОНАСС на 28.01.2012г Состояние ОГ (rus.)
- Glonass  Arhivirana inačica izvorne stranice od 18. lipnja 2006. (Wayback Machine) (rus.)
- Glonass Constellation Status (engl.)
- N2YO.com Search Satellite Database (engl.)
- Celes Trak SATCAT Format Documentation (engl.)